# 학과
학과(學科, department)는 한 교육기관내에서 분야를 서로 달리하는 교수진과 학생들의 그룹을 지칭하는 말이다.

## 고등학교
대한민국의 실업고등학교에서는 각 전공을 구별할 때 학과라는 표현을 사용하며 (가령, 공업고등학교의 경우 기계과, 전기과, 토목과 등) 특수목적고등학교인 외국어고등학교에서도 개별 전공외국어별로 학과로 부르고 있다. (가령 영어과, 불어과 등)

## 대학교
한국의 종합대학내에는 개별 대학(college)이 존재하고 개별 대학 내에 세부전공(가령 "사회과학대학"내의 "경제학과", "심리학과" 등)이 설치되어있으며 개별 학과에 소속된 전임교수진과 소속학생들을 묶어 "학과"라는 조직이 구성된다. 다만 소속학부생없이 대학원생만으로 구성된 학과도 있으며 특히 의대의 경우 그 안에 세부전공(생리학, 내과학, 외과학 등)이 개별학과처럼 운영되며 영어로 "department"라고 번역한다. 물론 이런 세부전공파트안에 소속된 학부생(의대생)은 없으며 교수와 석박사과정 대학원생만 소속되어 있다.

## 미국의 대학교
그러나 미국의 경우 Department라고 하는 것은 학생의 소속단위가 아니고 교수의 소속단위로서만 기능한다. 즉 교수는 "학과"에 소속되어 있으나 학생은 특정학과에 소속된 것이 아니라 "대학"(college 혹은 school)소속으로서 여러 학과를 넘나들며 자유롭게 수강을 할 수 있다. 다른 말로하면 개별 학과는 학생들에게 특정 분야의 지식을 제공하는 "공급자"로서의 기능만을 하는 것이다. 개별 학생은 흥미와 적성에 따라 여러 학과에서 제공하는 강의를 선택하여 들으면서 스스로 지식의 포트폴리오를 만들어나가다가 졸업시 특정 학과에서 설정해놓은 최소한의 요건을 충족시키면 그 학과에서 "전공 인증"을 받아 학위를 취득하게 된다. 미국 대학의 학과는 학생의 모집단위가 아닌 강의 공급자 조직이란 측면에서 한국의 의대내 세부전공교실과 같다.

## 같이 보기
- 학부
- 대학교